# Hekuran Kryeziu
Hekuran Kryeziu (Luzern, 1993. február 12. –) svájci születésű koszovói válogatott labdarúgó.

## Pályafutása
2000-ben került a Küssnach csapatához és az itt eltöltött négy év után figyelt fel rá az FC Luzern csapata. Leigazolták őt az akadémiára, majd 2011-ben felkerült a felnőtt csapatba. Első bajnoki mérkőzése 2011. május 22-én az FC Zürich ellen volt. Kezdőként lépett pályára és végig ott is maradt az 5-0-ra elvesztett mérkőzésen. A 2014-15-ös szezonba kölcsön került az FC Vaduz együtteséhez és 25 bajnoki mérkőzésen lépett pályára. A következő szezonban megszerezte első bajnoki találatát a Luzern színeiben, a Zürich ellen. 2016 február 2-án meghosszabbította szerződését 2018-ig. 2018. május 31-én aláírt a Zürich csapatához.

## Válogatott
Végig járta a svájci korosztályos válogatottakat, többek között az U19-es korosztályban 11 alkalommal lépett pályára. 
2016 június 3-án már a koszovói labdarúgó-válogatottban lépett pályára, mégpedig a feröeri labdarúgó-válogatott ellen. szeptember 5-én a finn labdarúgó-válogatott elleni 2018-as labdarúgó-világbajnokság-selejtező mérkőzésen is pályára lépett, ami Koszovó első tétmérkőzése volt a labdarúgásban. Október 6-án a horvát labdarúgó-válogatott és az ukrán labdarúgó-válogatott elleni selejtező mérkőzéseken is kezdőként lépett pályára, mindkét találkozott elvesztették.

## Sikerei, díjai
- FC Vaduz
  - Liechtensteini kupagyőztes: 2014–15

## Statisztika
(2018. november 20. szerint)
| Válogatott | Szezon   | Mérkőzés | Gól |
| ---------- | -------- | -------- | --- |
| Koszovó    | 2015     | 1        | 0   |
| Koszovó    | 2016     | 4        | 0   |
| Koszovó    | 2017     | 6        | 0   |
| Koszovó    | 2018     | 7        | 0   |
| Összesen   | Összesen | 18       | 0   |